# Kyoto
Pour les articles homonymes, voir Kyoto (homonymie).
Kyoto ou Kyōto  (京都市, Kyōto-shi, littéralement « ville capitale ») est une ville japonaise de la région du Kansai, au centre de Honshū. Elle fut de 794 à 1868 la capitale impériale du Japon, sous le nom de Heian-kyō (« Capitale de la paix et de la tranquillité »). Elle est aujourd'hui, avec ses palais impériaux, ses milliers de sanctuaires shinto et de temples bouddhistes, le cœur culturel et religieux du pays. La ville est aussi la capitale de la préfecture de Kyoto ainsi que l'une des grandes villes de la zone métropolitaine Keihanshin (Osaka-Kobe-Kyoto). Sa population est de 1,46 million d'habitants (estimations 2020).

## Géographie

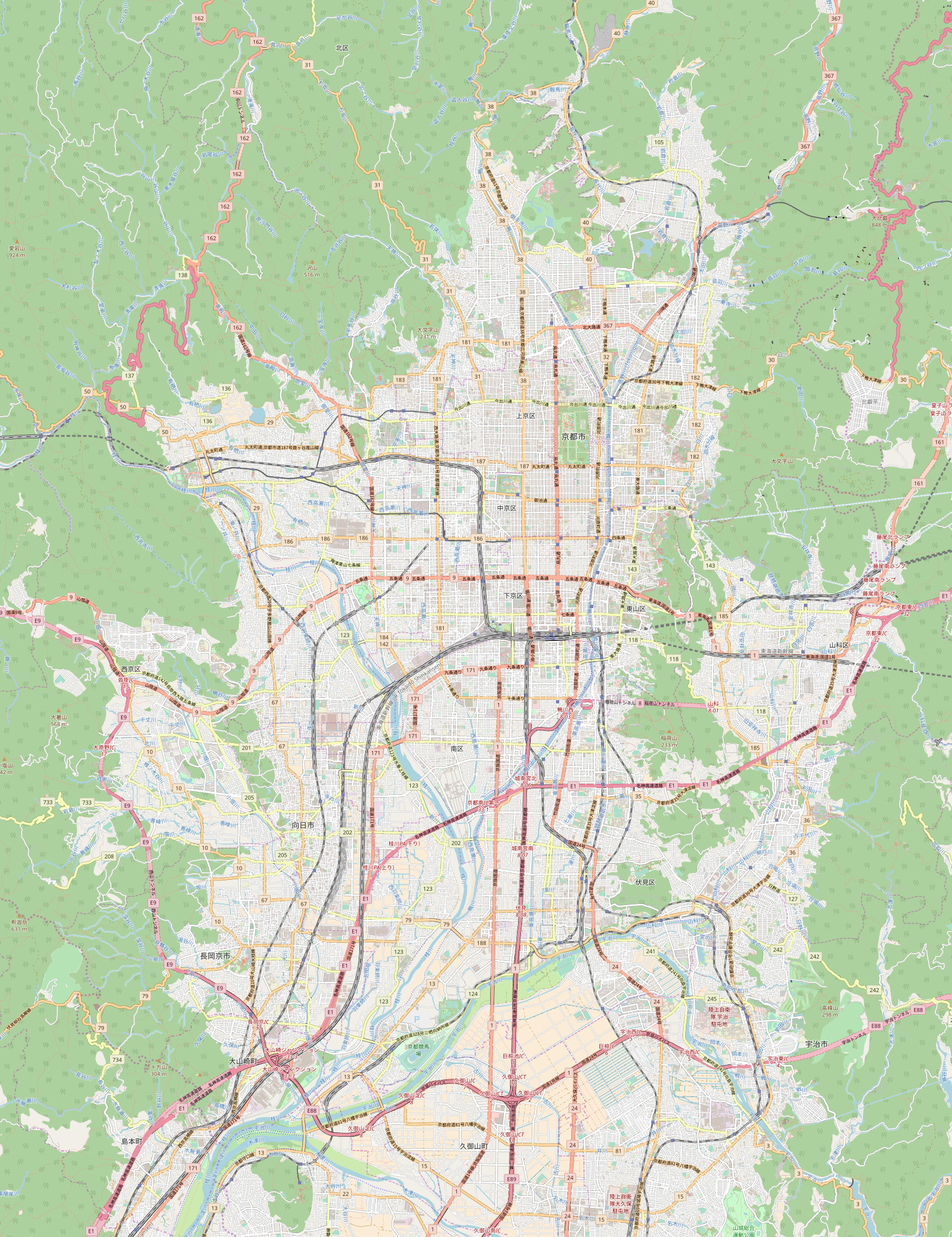
Carte de Kyoto (partie urbaine).

### Situation
Située au centre de l'Ouest de l'île de Honshū, dans la région du Kansai, Kyoto est entourée par des montagnes, avec à l'est le lac Biwa. Seules les montagnes au nord font partie de son découpage administratif, notamment les monts Atago, Sajikiga-take (桟敷ヶ岳) et Hiei.

### Démographie
En avril 2024, la population de Kyoto était estimée à 1 436 247 habitants, répartis sur une superficie de 827,83 km2, soit une densité de population de 1 735 hab./km2.
| 1879      | 1890      | 1900      | 1910      | 1920      | 1930      | 1940      |
| --------- | --------- | --------- | --------- | --------- | --------- | --------- |
| 232 683   | 288 867   | 371 600   | 470 033   | 591 323   | 765 142   | 1 089 726 |
| 1950      | 1960      | 1970      | 1980      | 1990      | 2000      | 2010      |
| 1 101 854 | 1 284 818 | 1 419 165 | 1 473 065 | 1 461 103 | 1 467 785 | 1 474 015 |
| 2015      | 2020      | 2024      |           |           |           |           |
| 1 475 183 | 1 464 890 | 1 436 247 |           |           |           |           |

### Hydrographie
Trois cours d'eau traversent la ville : le fleuve Uji, qui passe à Osaka, sous le nom de Yodo-gawa, et les rivières Kamo et Katsura.

### Climat
Le climat de la ville est de type subtropical humide. En hiver les températures y sont relativement douces, avec toutefois de fréquents épisodes de froid humide qui amplifient la sensation de fraîcheur (il neige chaque année à Kyoto). Les étés sont moites et chauds, voire torrides, les nuits y sont particulièrement étouffantes. Du fait de la topographie, la ville est entourée de montagnes. Il est courant au Japon de décrire le climat de Kyoto comme extrême : une chaleur difficilement supportable en été et un froid mordant en hiver.
| Mois                                             | jan.       | fév.       | mars      | avril     | mai       | juin      | jui.      | août      | sep.      | oct.      | nov.      | déc.      | année                      |
| ------------------------------------------------ | ---------- | ---------- | --------- | --------- | --------- | --------- | --------- | --------- | --------- | --------- | --------- | --------- | -------------------------- |
| Température minimale moyenne (°C)                | 1,5        | 1,6        | 4,3       | 9,2       | 14,5      | 19,2      | 23,6      | 24,7      | 20,7      | 14,4      | 8,4       | 3,5       | 12,1                       |
| Température moyenne (°C)                         | 4,8        | 5,4        | 8,8       | 14,4      | 19,5      | 23,3      | 27,3      | 28,5      | 24,4      | 18,4      | 12,5      | 7,2       | 16,2                       |
| Température maximale moyenne (°C)                | 9,1        | 10         | 14,1      | 20,1      | 25,1      | 28,1      | 32        | 33,7      | 29,2      | 23,4      | 17,3      | 11,6      | 21,1                       |
| Record de froid (°C) date du record              | −11,9 1891 | −11,6 1894 | −8,2 1907 | −4,4 1901 | −0,3 1908 | 4,9 1906  | 10,6 1909 | 11,8 1884 | 7,8 1901  | 0,2 1899  | −4,4 1901 | −9,4 1917 | −11,9 1891                 |
| Record de chaleur (°C) date du record            | 19,9 1916  | 22,9 1890  | 25,7 1945 | 30,7 2005 | 34,9 1891 | 36,8 1987 | 39,8 2018 | 39,8 1994 | 38,1 2010 | 33,6 2019 | 26,9 2020 | 22,8 1890 | 39,8 8/8/1994 et 19/7/2018 |
| Ensoleillement (h)                               | 123,5      | 122,2      | 155,4     | 177,3     | 182,4     | 133,1     | 142,7     | 182,7     | 142,7     | 156       | 140,7     | 134,4     | 1 794,1                    |
| Précipitations (mm)                              | 53,3       | 65,1       | 106,2     | 117       | 151,4     | 199,7     | 223,6     | 153,8     | 178,5     | 143,2     | 73,9      | 57,3      | 1 522,9                    |
| dont neige (cm)                                  | 5          | 7          | 1         | 0         | 0         | 0         | 0         | 0         | 0         | 0         | 0         | 2         | 15                         |
| Nombre de jours avec précipitations              | 6,4        | 7,3        | 9,5       | 9,4       | 9,7       | 11,5      | 11,6      | 8,3       | 9,8       | 8,2       | 6,3       | 6,6       | 104,6                      |
| dont nombre de jours avec précipitations ≥ 10 mm | 1,9        | 2,5        | 4         | 3,8       | 4,7       | 6         | 5,9       | 4         | 4,9       | 4,1       | 2,5       | 1,8       | 46,1                       |
| Humidité relative (%)                            | 67         | 65         | 61        | 59        | 60        | 66        | 69        | 66        | 67        | 68        | 68        | 68        | 65                         |
| Nombre de jours avec neige                       | 1,6        | 2,2        | 0,4       | 0         | 0         | 0         | 0         | 0         | 0         | 0         | 0         | 0,6       | 4,9                        |

| Diagramme climatique                                  |           |              |            |               |               |             |               |               |               |             |             |
| J                                                     | F         | M            | A          | M             | J             | J           | A             | S             | O             | N           | D           |
| 9,11,553,3                                            | 101,665,1 | 14,14,3106,2 | 20,19,2117 | 25,114,5151,4 | 28,119,2199,7 | 3223,6223,6 | 33,724,7153,8 | 29,220,7178,5 | 23,414,4143,2 | 17,38,473,9 | 11,63,557,3 |
| Moyennes : • Temp. maxi et mini °C • Précipitation mm |           |              |            |               |               |             |               |               |               |             |             |

## Urbanisme

### Morphologie urbaine

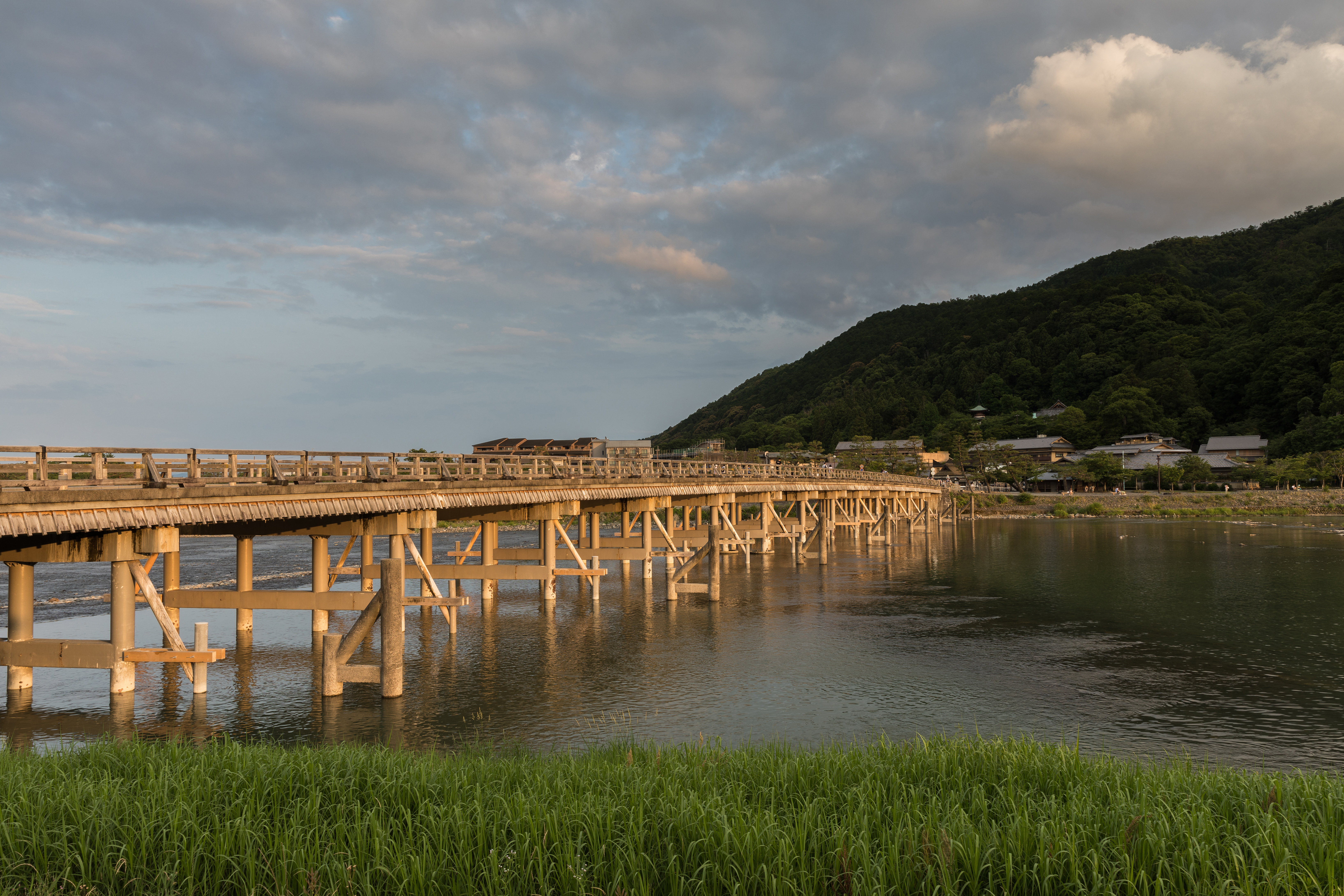
Le pont Togetsu-kyō à Kyoto. Juin 2019.

La ville a été dessinée selon un motif de grille en accord avec la tradition de géomancie chinoise. Aujourd'hui, les principaux quartiers d'affaires sont situés au sud et au centre de la ville, tandis que le Nord et Arashiyama, à l'ouest, sont des aires à l'atmosphère verdoyante moins peuplées.

### Arrondissements
Kyoto est divisée en onze arrondissements : Fushimi-ku, Higashiyama-ku, Kamigyō-ku, Kita-ku, Minami-ku, Nakagyō-ku, Nishikyō-ku, Sakyō-ku, Shimogyō-ku, Ukyō-ku et Yamashina-ku. Ce sont des divisions municipales disposant d'un bureau municipal mais elles ne sont pas, comme c'est le cas à Tokyo, dirigées par un conseil.

## Histoire

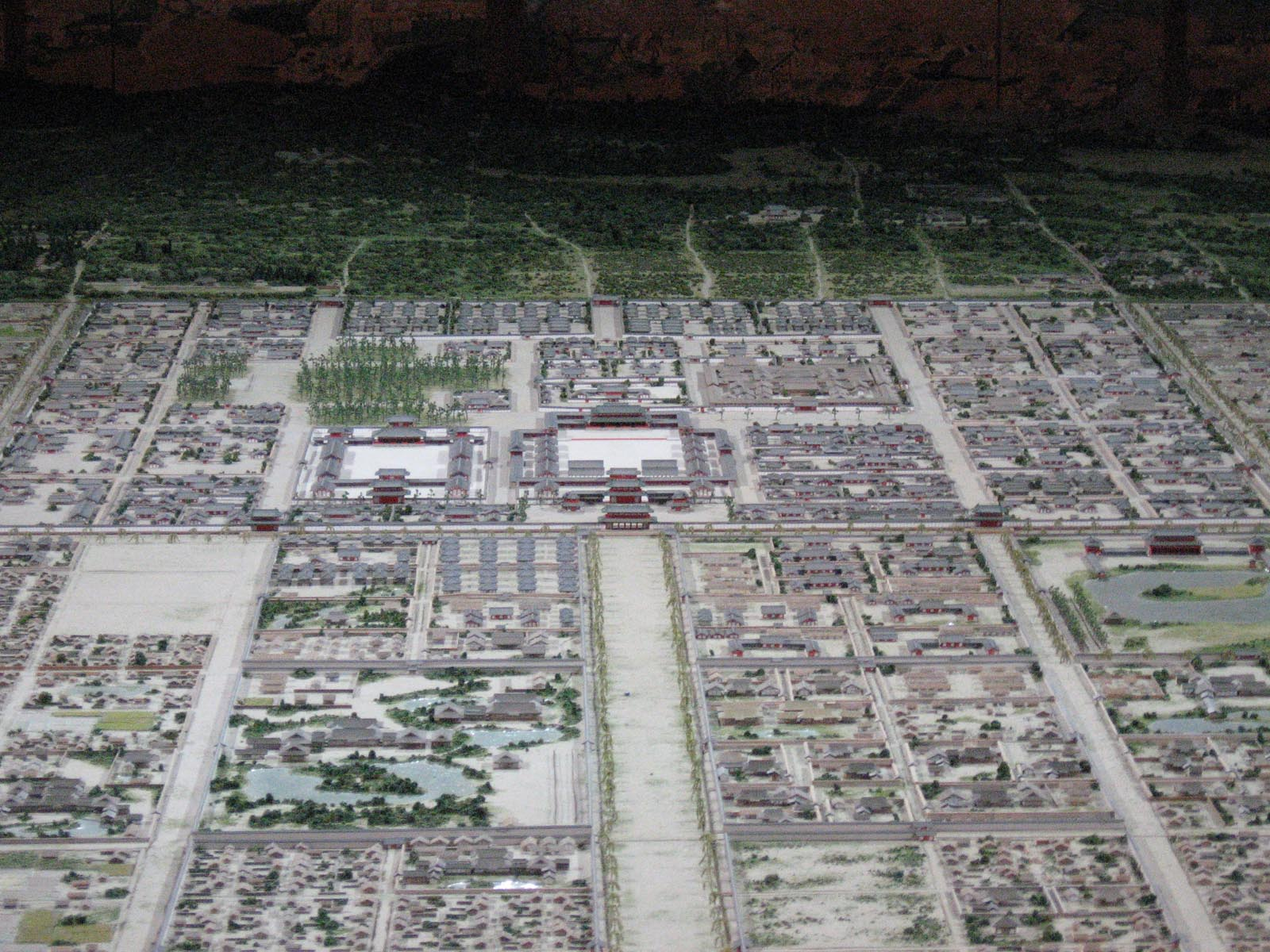
Maquette de Heian-kyō, VIIIe siècle.

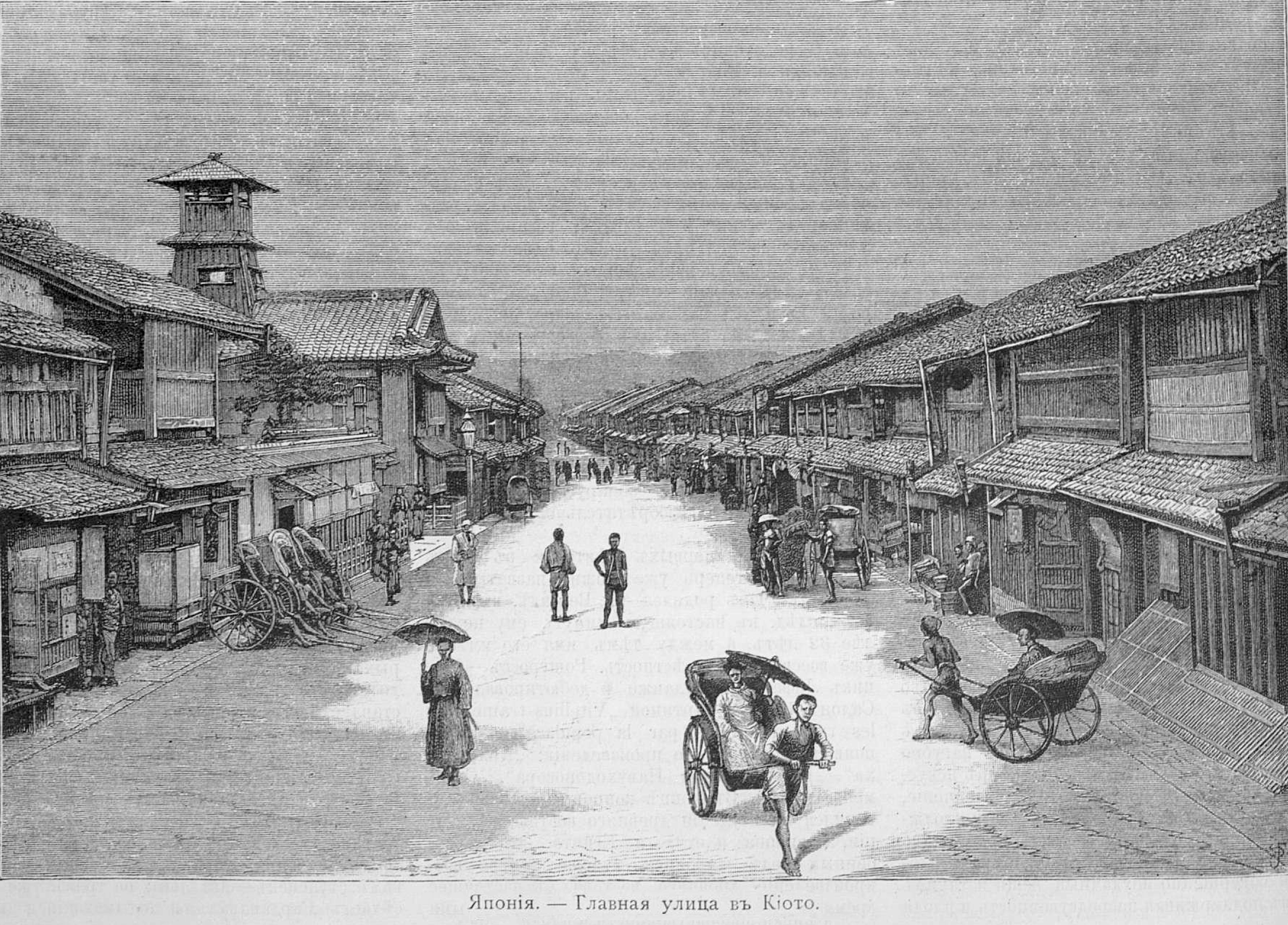
Kyoto, rue principale, 1891.

Bien que des preuves archéologiques permettent d'affirmer que les premiers hommes, présents sur les îles du Japon, il y a plus de 50 000 ans comme chasseurs-cueilleurs, furent ensuite parmi les premiers potiers du monde dès le XVe millénaire av. J.-C., la région de Kyoto ne fut peuplée qu'à partir du VIIe siècle par le clan Hata venu de Corée. Au cours du VIIIe siècle, voulant s'éloigner de l'influence du clergé bouddhiste au sein du gouvernement impérial, l'empereur prit la décision de déplacer la capitale depuis l'actuelle Nara vers une région éloignée de cette influence.
La nouvelle ville, Heiankyō (litt. « la capitale de la Paix ») devint le siège de la cour impériale en 794. Plus tard, la ville fut rebaptisée Kyoto (« la ville capitale »). Elle développa deux quartiers spécifiques : le quartier sud où se situait le palais impérial et la cour ; le quartier où le shogun Yoshimitsu Ashikaga plaça en 1378 sa résidence dans le 'Hana no Gosho' (ou Muromachi-dono, Karasumaru-dono) du quartier de Muromachi. Cela donne par ailleurs le nom de la période Muromachi de l'histoire de l'archipel. Le shogun se fit également construire le Pavillon d'Or Kinkaku-ji dans le nord de la ville. Par la suite, la ville fut véritablement dévastée par les armées lors de la guerre d'Onin, abandonnée en grande partie par ses habitants et livrée au pillage de 1467 à 1477. En 1489, le shogun Yoshimasa Ashikaga se fit construire l'une des merveilles architecturales du Japon : le Pavillon d'Argent (Ginkaku-ji) qui voulait rivaliser avec le Pavillon d'Or construit par son grand-père Ashikaga Yoshimitsu.
L'avènement du shogunat Tokugawa en 1600 fit perdre à Kyoto son rôle de centre politique et administratif au profit d'Edo, lieu de résidence des shoguns. Toutefois, Kyoto resta la capitale impériale du Japon jusqu'au transfert de la résidence de l'empereur à Edo en 1868, lors de la restauration de Meiji. Après qu'Edo fut rebaptisée Tokyo (signifiant « la capitale de l'Est »), Kyoto fut connue peu de temps sous le nom de Saikyō (« la capitale de l'Ouest »).
Au tournant du XXe siècle, sous l'impulsion de son maire Saigō Kikujirō, Kyoto se modernise et se dote d'un tramway. Le canal du lac Biwa est aussi construit, ce qui a permis l'irrigation à des fins industrielles et l'accès à l'eau potable pour la ville.
Épargnée par les bombardements de la Seconde Guerre mondiale, Kyoto échappa de peu à la destruction atomique, car la ville figurait en tête des cibles désignées par le comité des objectifs américain. Son choix fut finalement rejeté à la suite de l'intervention du secrétaire de la Guerre des États-Unis Henry Lewis Stimson et de conseillers, dont le Français Serge Elisseeff, qui connaissaient la richesse culturelle de la ville, et estimèrent que sa destruction serait un obstacle grave à une réconciliation ultérieure avec le Japon.
Les monuments historiques de l'ancienne Kyoto (villes de Kyoto, Uji et Ōtsu) ont été inscrits au patrimoine mondial de l'Unesco en 1994. En 1997, Kyoto a accueilli la conférence qui donna naissance au protocole de Kyoto.
Le 1er avril 2005, la ville s'agrandit en intégrant le bourg au nord de Keihoku (京北町).

## Économie
| Année | US$ PPA |
| ----- | ------- |
| 1980  | 9 523   |
| 1990  | 19 438  |
| 2000  | 26 978  |
| 2010  | 36 306  |
| 2014  | 40 794  |

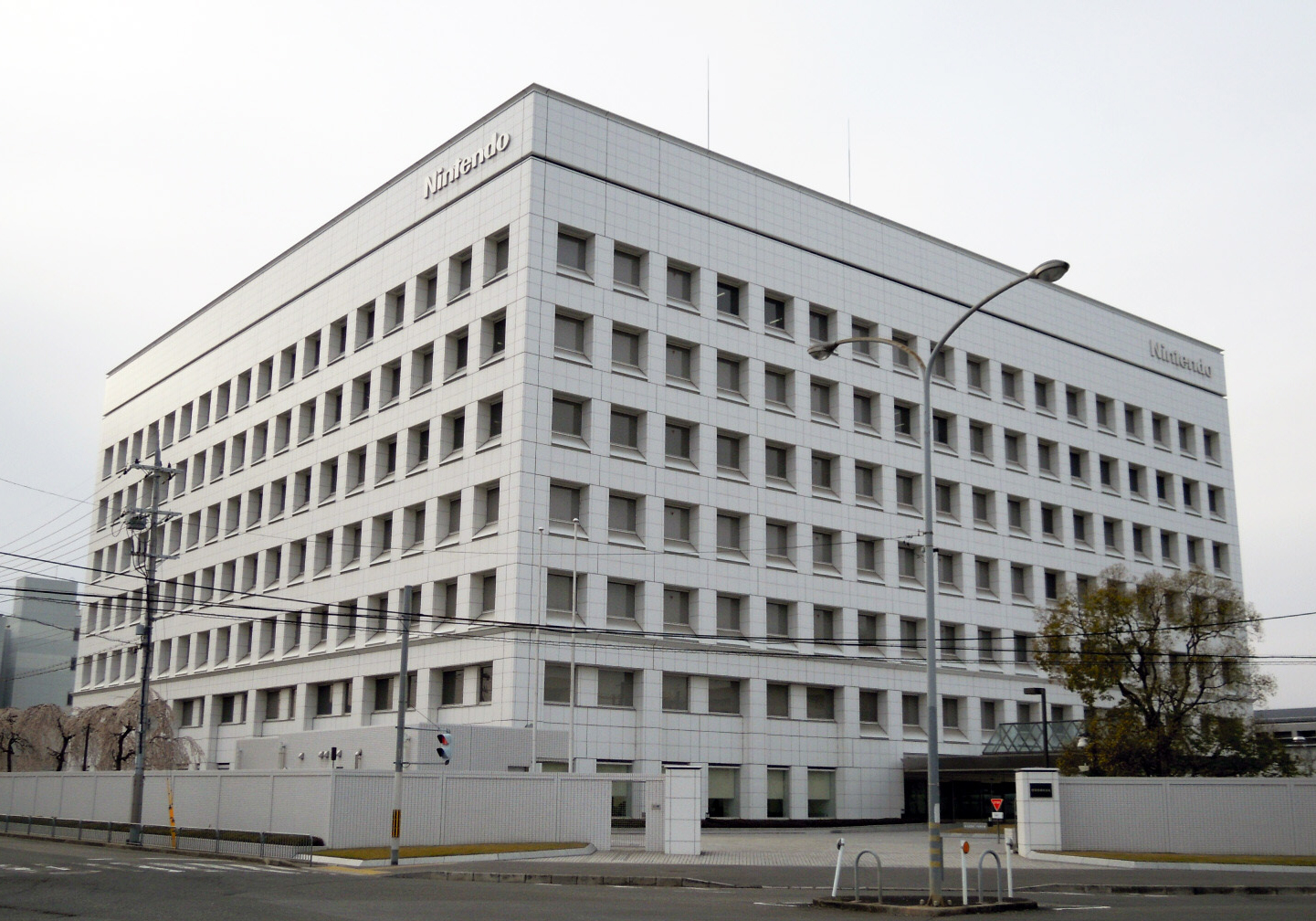
Le siège social de l'entreprise Nintendo.

Le tourisme constitue une importante part de l'économie de Kyoto. La ville jouit en effet de nombreux héritages culturels, constamment visités par les groupes scolaires japonais et par les touristes étrangers.
L'industrie de Kyoto est principalement composée de petites installations, la plupart desquelles est gérée par des artisans traditionnels japonais. Les kimonos de Kyoto sont particulièrement reconnus et la ville demeure le premier centre de fabrication de kimonos japonais. Cependant, de telles entreprises commencent à décliner aujourd'hui, à l'heure où les ventes de biens traditionnels stagnent.
La seule grande industrie de Kyoto est celle de l'électronique. La ville accueille en effet les sièges de Nintendo, Omron Corporation, Kyocera (Kyoto Ceramics), Shimadzu, le géant du textile Wacoal Corporation ainsi que le constructeur d'automobiles Mitsubishi Motors. Néanmoins, bien que l'industrie high-tech connaisse une certaine croissance, le déclin de l'industrie traditionnelle n'est pas équilibré. Il en résulte que la production globale de la ville est en relatif déclin par comparaison avec d'autres villes depuis plusieurs années.
La pandémie de Covid-19 provoque une chute des revenus issus du secteur touristique et place la ville dans une situation financière précaire. Le maire reconnait en 2021 « la possibilité d’une banqueroute au cours de la décennie qui vient » et annonce des suppressions d'emplois dans l’administration et des coupes dans les aides sociales, en réduisant notamment les financements des soins à domicile. Des analystes notent cependant que les problèmes financiers de Kyoto sont antérieurs à la pandémie.

## Transport

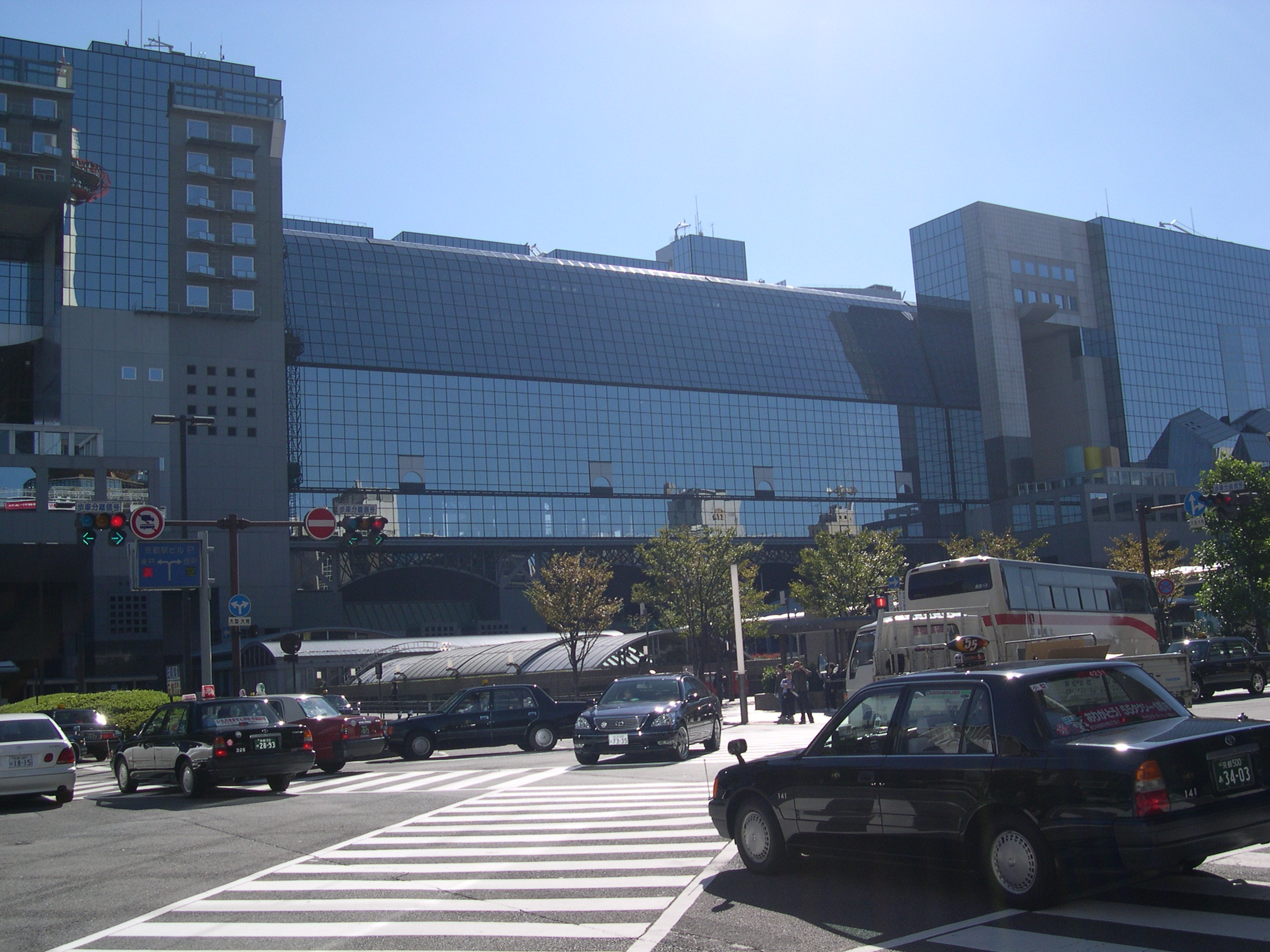
La gare ferroviaire dont l'architecture avait été critiquée à sa construction en raison de son modernisme et de son gigantisme.

Kyoto se trouve sur le Tōkaidō, la route historique reliant le Kanto (Tokyo) au Kansai (Kyoto, Osaka et Kobe) ; dans la ville, la route devient Gojō, la « cinquième rue ». Contrairement aux autres grandes villes du Japon, son centre-ville ne contient pas d'autoroutes.
Kyoto est desservie par la ligne Shinkansen Tōkaidō (Tokyo-Osaka), gérée par la compagnie JR Central. Les principales compagnies ferroviaires desservant l'agglomération sont JR West, Hankyu, Keihan et Kintetsu. L'aéroport international du Kansai se trouve à 80 minutes par le service « Haruka » de la compagnie JR West.
La gare de Kyoto, monumentale, a été inaugurée en 1997 dans sa forme actuelle. Elle fait aussi fonction de centre commercial, comporte un hôtel et de nombreux restaurants et propose une vue sur la ville depuis le sommet de ses onze étages. Un musée ferroviaire, le Kyoto Railway Museum, ouvre ses portes en 2016, remplaçant l'ancien musée inauguré en 1972.
Le réseau de transport public comprend deux lignes de métro disposées en croix, coupant la ville dans les sens Nord-Sud et Est-Ouest, de plusieurs lignes de trains urbains privés en partie souterraines (Hankyu, et Keihan), et de nombreuses lignes de bus exploitées par plusieurs compagnies différentes. Kyoto est desservie également par un réseau de tramways composé de deux lignes.
Le vélo est un moyen de transport fréquemment utilisé, la ville étant dense et en grande partie plate.

## Politique et administration
La ville de Kyoto est administrée par la mairie de Kyoto (ja), dirigée par le maire. Depuis le 25 février 2024, le maire est Kōji Matsui. Le maire est subordonné par trois maires adjoints, auxquels sont subordonnés les neuf bureaux municipaux, les 54 départements municipaux, le comptable municipal et les 11 présidents d'arrondissements. Les citoyens de Kyoto sont représentés auprès de leur ville par le conseil municipal de Kyoto (ja) (ou l'Assemblée municipale), comptant 67 sièges répartis à travers les onze arrondissements de la ville.
L'élection municipale et l'élection au conseil municipal ont lieu tous les quatre ans. La dernière élection municipale a eu lieu le 4 février 2024 (en), tandis que la dernière élection au conseil municipal a eu lieu le 9 avril 2023 (ja).

## Éducation

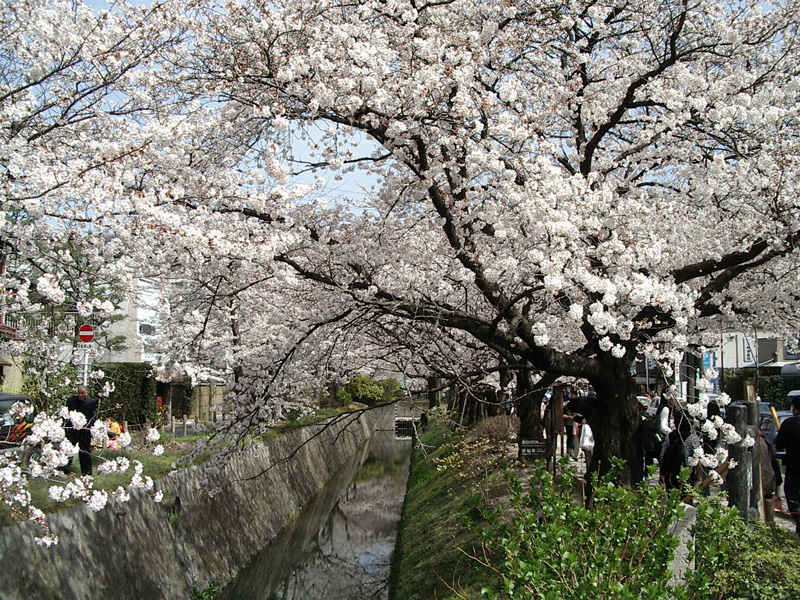
« Le chemin de la philosophie », à Kyoto, au printemps.

Kyoto est un des centres universitaires les plus importants du pays, et accueille 37 établissements d'éducation supérieure. L'importante université de Kyoto constitue une des deux plus prestigieuses universités du Japon et est considérée comme une des meilleures universités en Asie et dans le monde par les classements internationaux, ; dix de ses chercheurs ont notamment obtenu le prix Nobel. Cinq autres sont également très renommées : Ritsumeikan et Doshisha, Kyōto Sangyō,, Ryūkoku ou encore Bukkyo. Kyoto a également un réseau important d'éducation supérieure appelé le consortium des universités de Kyoto, qui se compose de trois établissements nationaux, cinq publics (préfectoral et municipal), et 41 universités privées.
Il est aussi possible à Kyoto de suivre un cursus scolaire français (de la maternelle à la terminale), au sein du lycée français international de Kyoto conventionné avec l'Agence pour l'enseignement français à l'étranger, permettant la reconnaissance de son baccalauréat en France.
Les étudiants représentent environ 10 % de sa population.
En philosophie, Kitarō Nishida (1870-1945) fut le fondateur de l'École de Kyoto, un courant de philosophie japonaise qui chercha à marier la philosophie occidentale avec la spiritualité issue des traditions extrême-orientales, et qui fut suivi par de nombreux disciples dont Hajime Tanabe.

## Patrimoine culturel
Avec ses 2 000 temples, ses sanctuaires, ses palais (Kyōto-gosho, palais Heian, palais Ōmiya), ses ponts, ses jardins, son architecture, Kyoto est considérée comme la capitale culturelle du Japon. De nombreux sites patrimoniaux de Kyoto sont classés au patrimoine mondial de l'UNESCO, sous le nom « Monuments historiques de l'ancienne Kyoto (villes de Kyoto, Uji et Ōtsu) ».
Il est possible de parcourir à Kyoto la promenade du philosophe (哲学の道, Tetsugaku-no-michi, littéralement « sentier de la philosophie »), chemin qu'empruntait le philosophe Kitarō Nishida tous les jours, afin de méditer.
Kyoto est également connue pour l'abondance de ses délicieuses denrées alimentaires, avec la culture d'une grande variété de légumes.
La population parle un dialecte appelé le kyōto-ben, une version du kansai-ben. Mais il existe aussi des mots typiques de certains quartiers et le kyōto-ben est souvent assimilé au dialecte utilisé dans le célèbre quartier de Gion, par les geiko (équivalentes aux geishas, mais cette appellation-là est traditionnellement utilisée à Kyoto, ou dans la région Ouest du Japon) et les maiko, les apprenties des geiko (芸子／芸妓), notamment.
De nombreux écrivains ont écrit sur Kyoto, dont en particulier Yasunari Kawabata, prix Nobel de littérature en 1962 : son livre Kyôto (1962 ; titre original 'Koto', 古都?, littéralement « L' ancienne capitale ») se déroule entièrement à Kyoto et dans ses environs, est considéré comme un de ses chefs-d'œuvre.

### Peinture ancienne
L'art de l'époque Edo (1600-1868) se retrouve sur des paravents dans plusieurs musées de la ville :
- Musée national de Kyoto : école Hasegawa : Kabuki d'Okuni
- Fondation Kozu Kobunka : Divertissements à Higashiyama
- Musée Kozu Kobunka : Beauté, de qui sont ces manches ? (Tagasode bijinzu)
- Musée Hosomi : paravent Divertissements

### Divers sites

Divers sites historiques
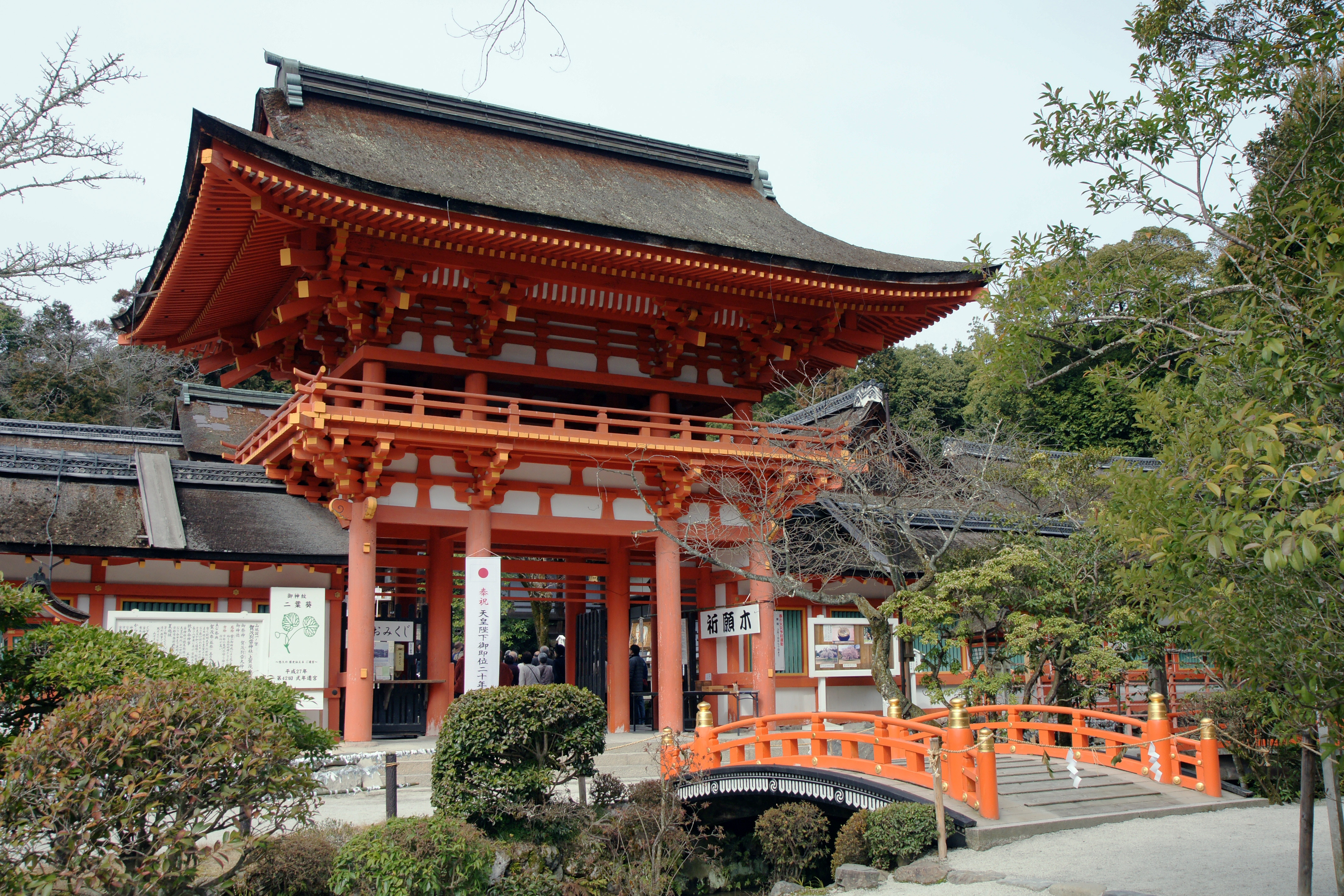
Kamigamo-jinja.
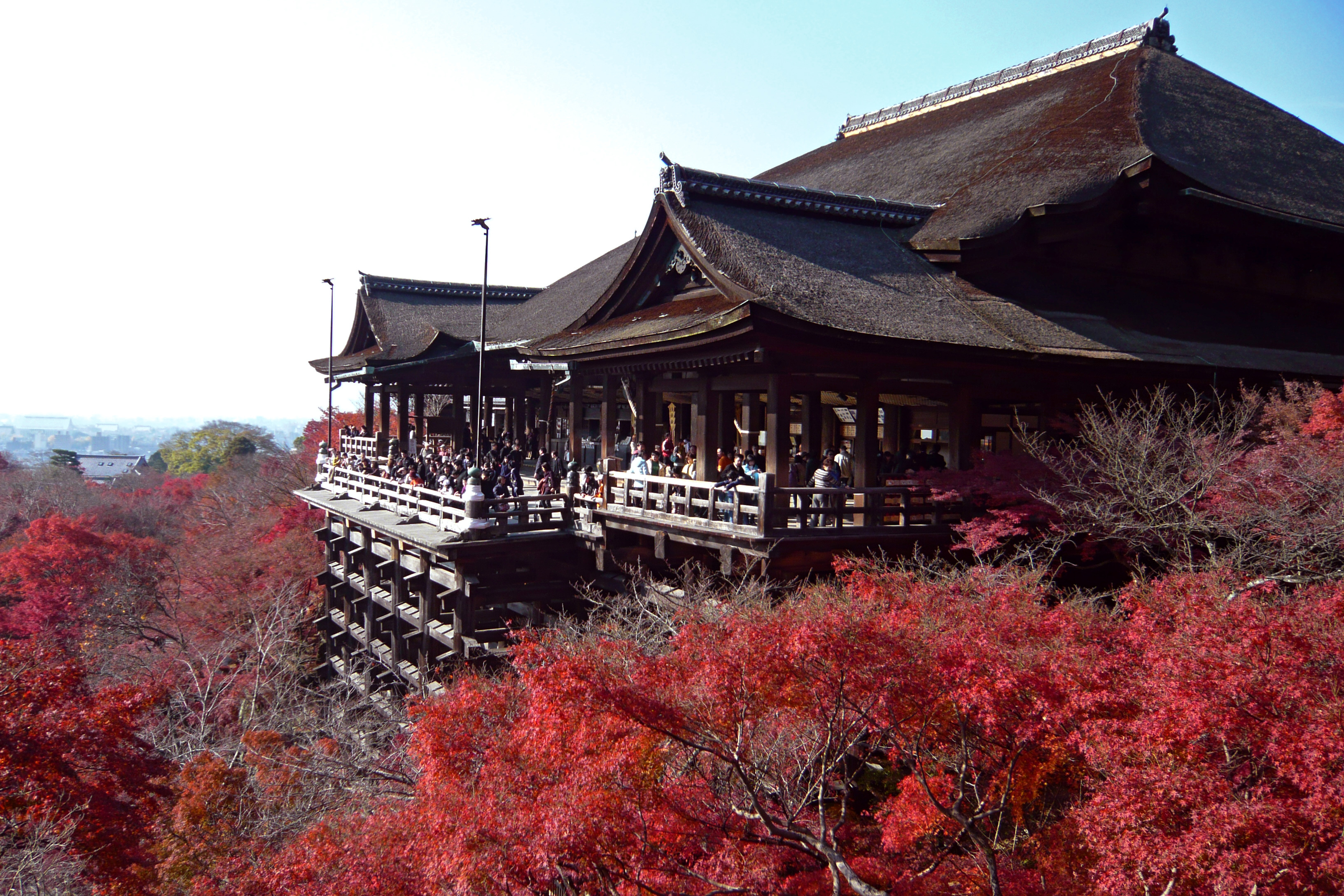
Kiyomizu-dera.
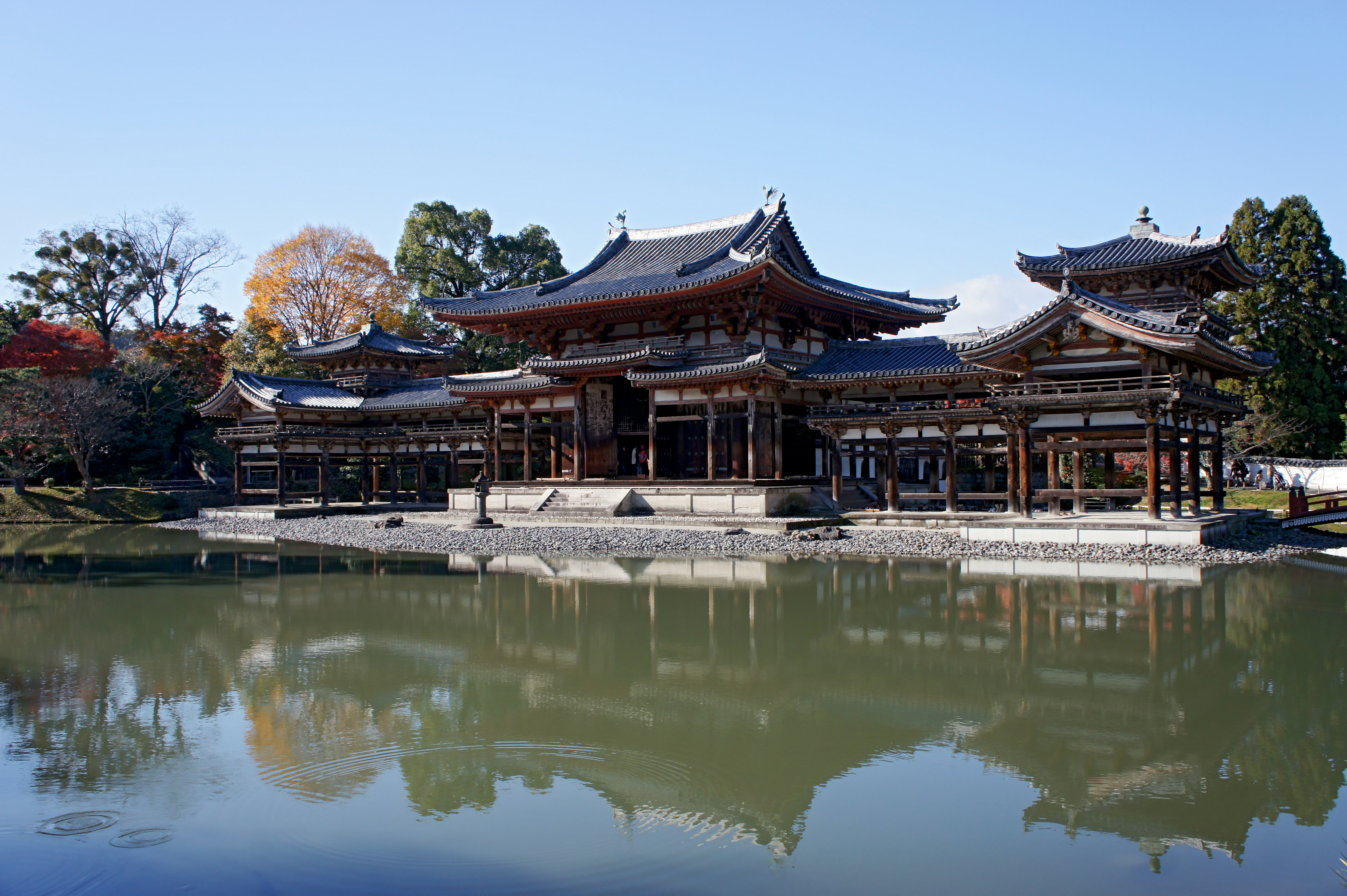
Byōdō-in.
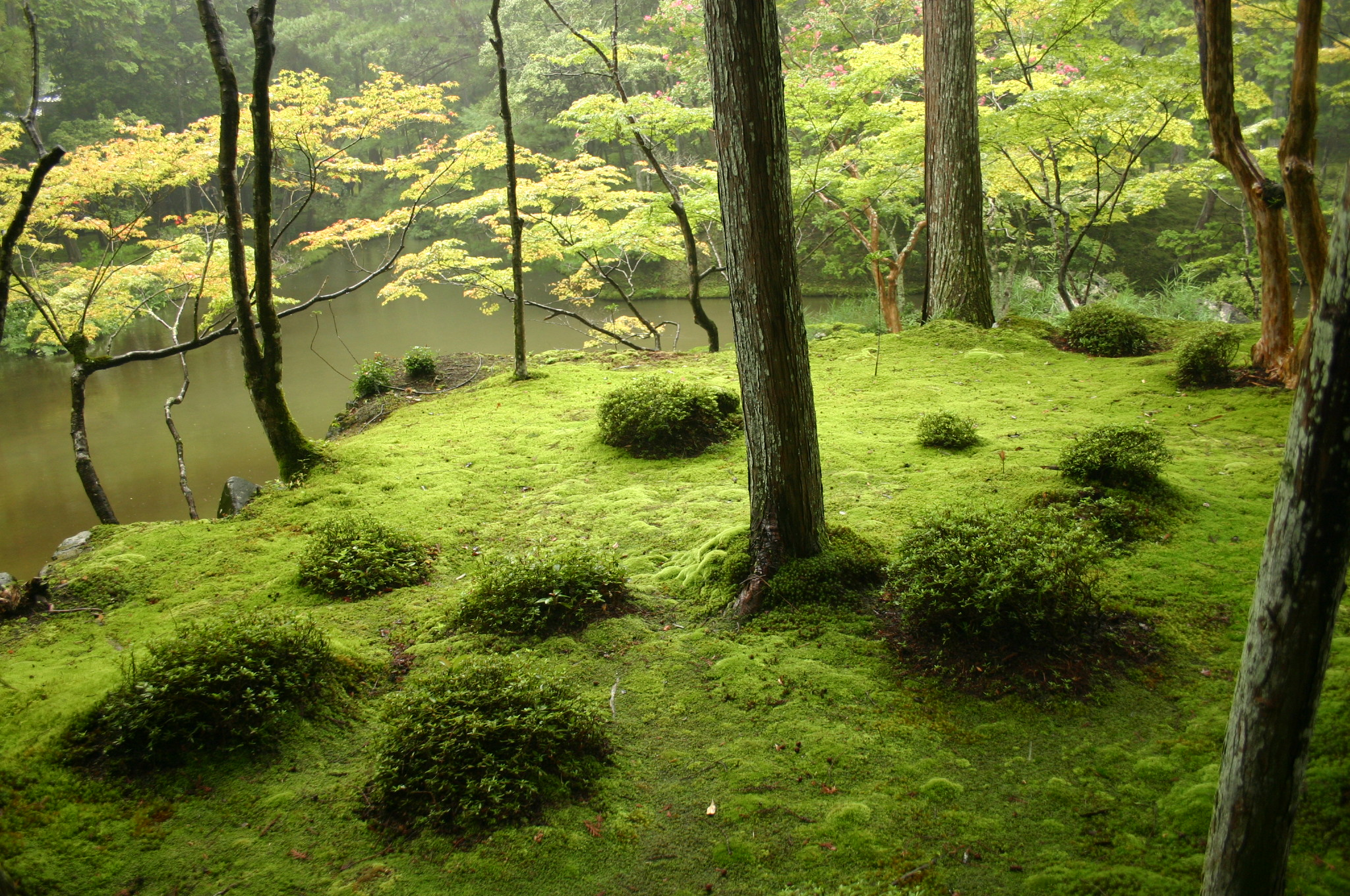
Saihō-ji.
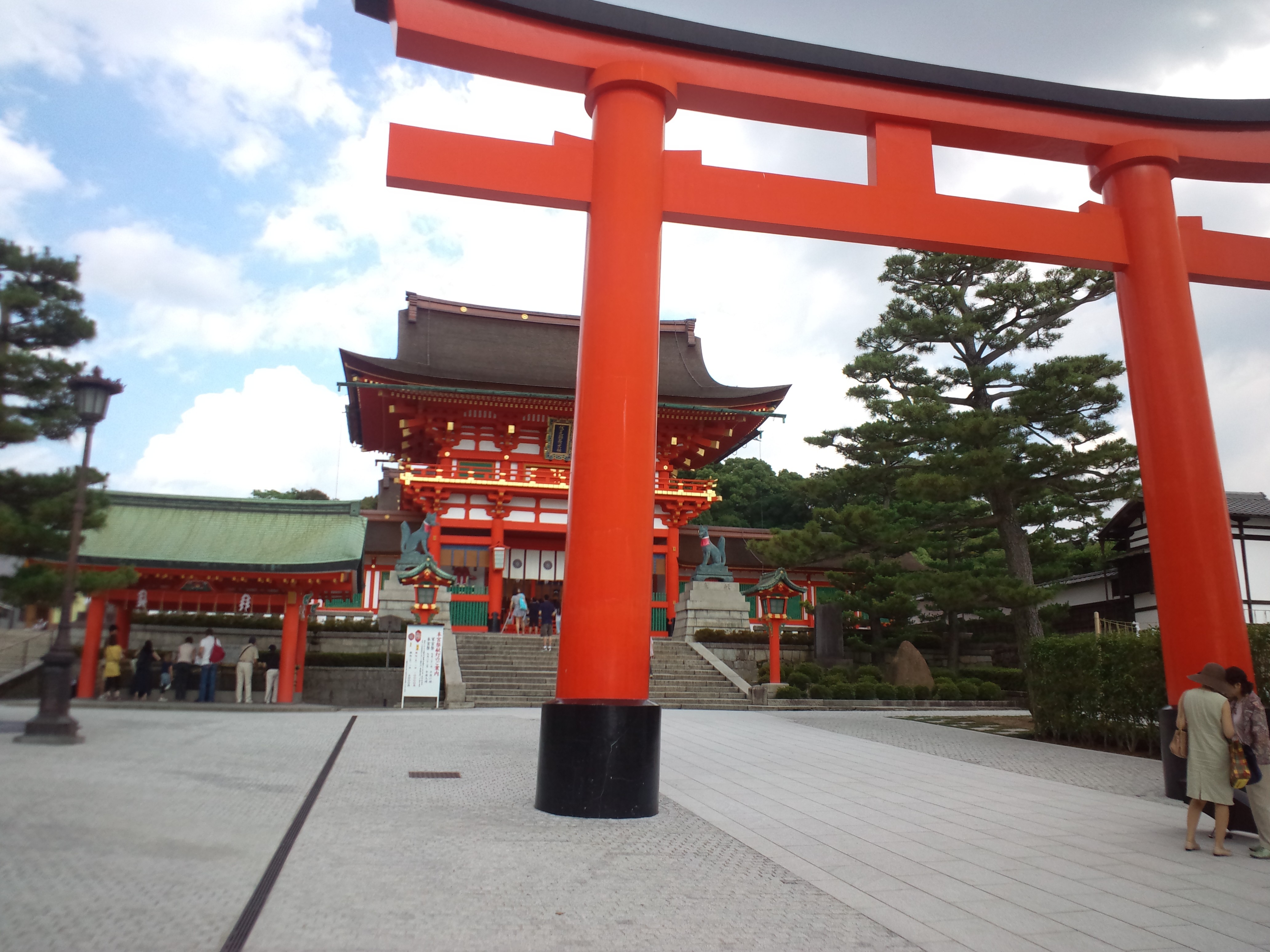
Fushimi Inari-taisha.
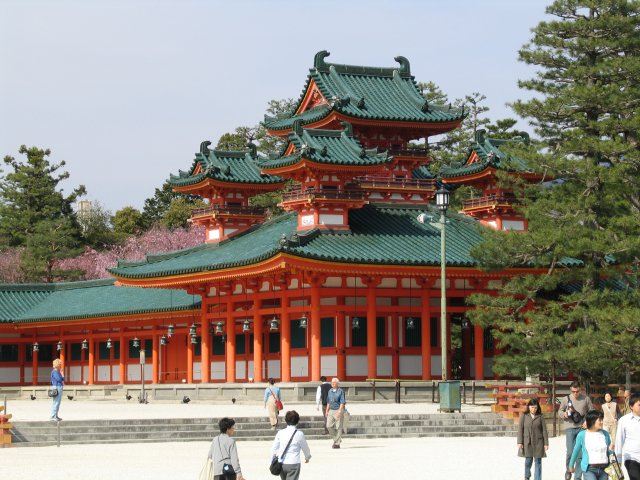
Heian-jingū.
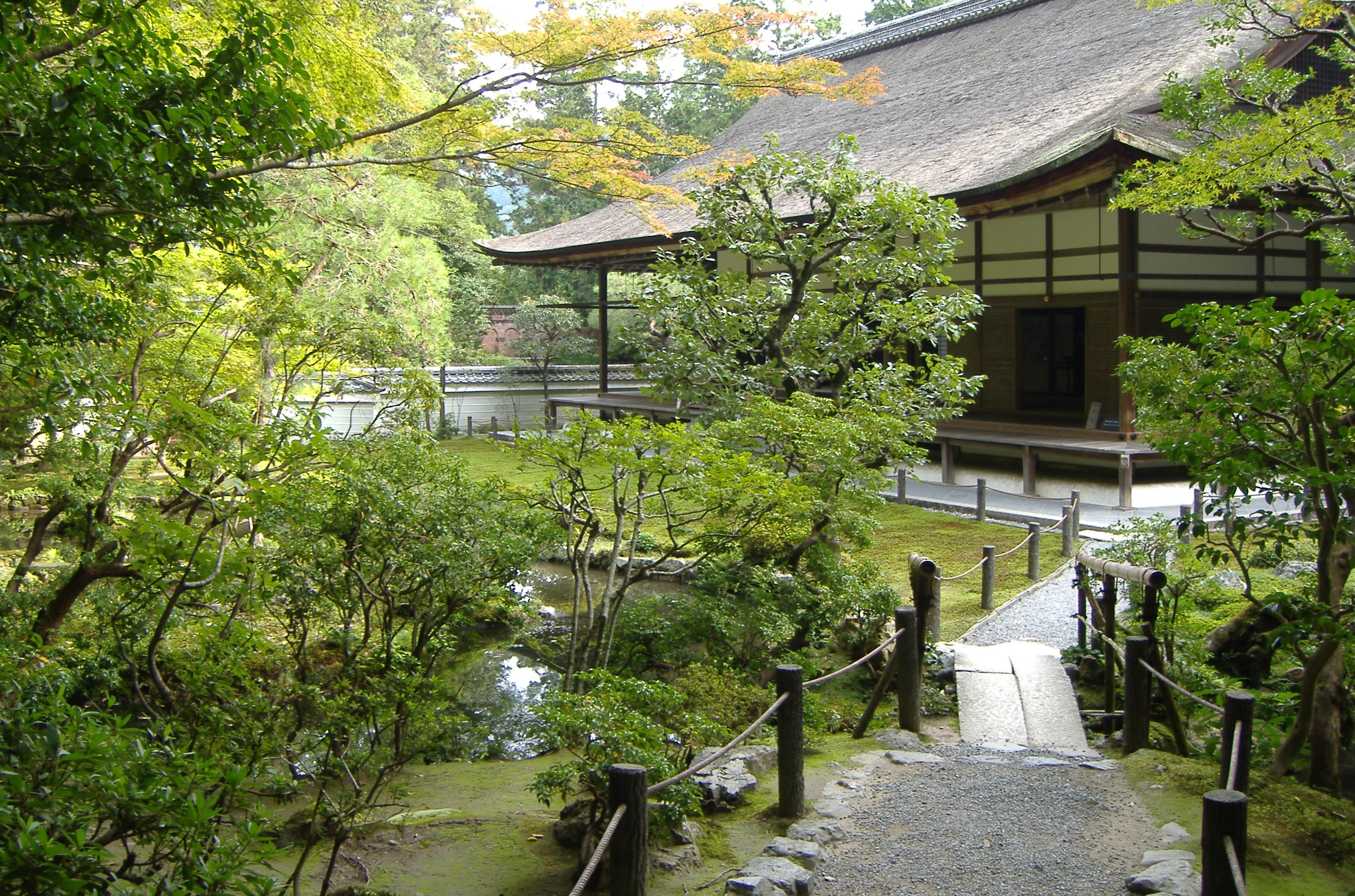
Jardin du Nanzen-ji, temple du bouddhisme zen (2019).
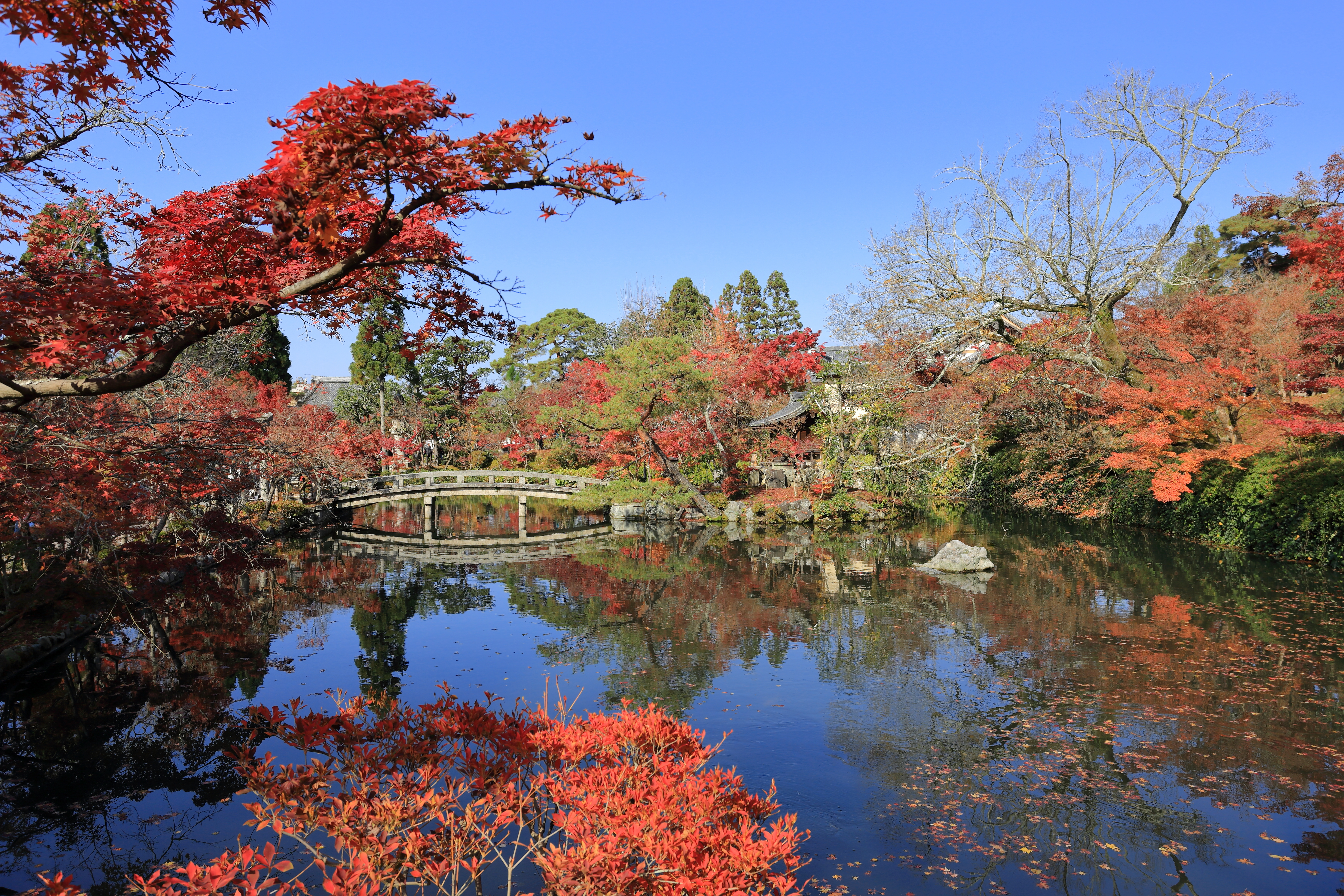
Eikan-dō Zenrin-ji, Eikan-dō Zenrin-ji (永観堂禅林寺?) est le premier temple de la branche Seizan de la secte japonaise bouddhiste Jōdo-shū (Terre pure).

### Événements

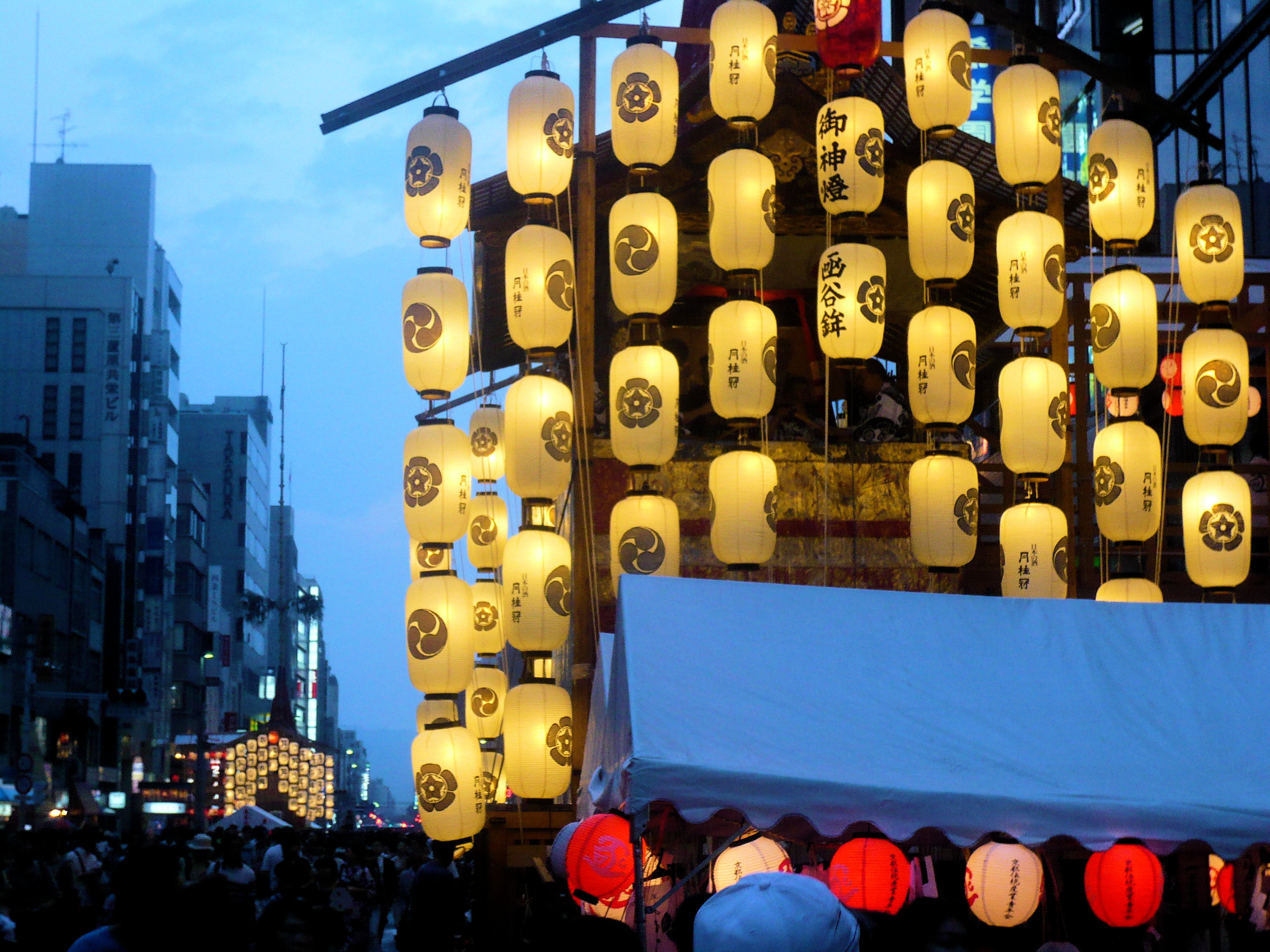
Yoiyama, le grand moment du Gion matsuri.

Les principaux festivals traditionnels perpétués à Kyoto sont :
- Aoi matsuri ;
- Gion matsuri ;
- Jidai matsuri, durant lequel toutes les anciennes corporations de la ville défilent en tenue de différentes époques de l'histoire de la ville ;
- Gozan no Okuribi.

## Cultes
- La petite cathédrale catholique Saint-François-Xavier est le siège du diocèse de Kyoto[27].
- La cathédrale de l'Annonciation de Kyoto, construite en 1901

## Jumelages et partenariats

### Jumelages
- Boston (États-Unis)
- Cologne (Allemagne)
- Florence (Italie)
- Kiev (Ukraine)
- Xi'an (Chine)
- Guadalajara (Mexique)
- Zagreb (Croatie)
- Prague (Tchéquie)

### Partenariats
- Paris (France) : il s'agit en fait d'un « partenariat d'amitié »[28] ;
- Jinju (Corée du Sud) ;
- Kairouan (Tunisie) ;
- Konya (Turquie) ;
- Qingdao (Chine) ;
- Hué (Vietnam) ;
- Istanbul (Turquie).

## Personnalités liées à la municipalité
À Kyoto sont nés ou décédés :
- Shimizu Shikin (1868-1933), romancière et activiste qui passa son enfance à Kyoto
- Seifū Tsuda (1880-1978), peintre né à Kyoto
- Teinosuke Kinugasa (1896-1982), réalisateur
- Kimiko Date (1970-), joueuse de tennis professionnelle japonaise
- Hideki Yukawa (1907-1981), physicien japonais, qui a reçu le prix Nobel de physique en 1949 pour ses recherches dans la théorie des particules élémentaires. Il fut le premier Japonais à recevoir un prix Nobel. Il n'est pas né à Kyoto, mais il est citoyen d'honneur de la ville.
- Tasuku Honjo (1942-), immunologiste, Prix Nobel de Physiologie ou Médecine en 2018 pour ses travaux sur l'immunothérapie.
- Chieko Katsumata (1950-), céramiste
- Fumiaki Tanaka (1985-), demi de mêlée de l'équipe du japon de rugby à XV et est le premier japonais à jouer en NPC et Super 15
- Sen Sōshitsu (1956-), maître de l'école de cérémonie du thé Ura senke
- Seiji Maehara, (1962-), ministre des Affaires étrangères.
- Daisuke Matsui (1981-), footballeur ayant joué au Grenoble Foot 38, Le Mans
- Tooru Nishimura, (1976-), plus connu sous le pseudonyme de Kyo (diminutif de Kyoto), chanteur du groupe de J-rock Dir en grey
- Koda Kumi (1982-), chanteuse de J-pop
- Kyoto Jazz Massive (en), groupe électro jazz originaire de Kyoto
- Satoru Iwata (1959-2015), ancien président et directeur général de Nintendo (2002-2015)
- Hiroko Kawamichi, musicienne, chanteuse soprano et enseignante installée en Suisse

## Proverbes et maximes
- « Jette une pierre au hasard, tu blesses un professeur »[29]
- « Les habitants de Kyoto se ruinent pour s'habiller. » (「京都の着倒れ。」, Kyōto no kidaore.?) C'est un proverbe qui s'oppose à celui d'Osaka : « Les habitants d'Osaka se ruinent pour manger. » (「大阪の食い倒れ。」, Ōsaka no kuidaore.?)
- « Elle avait le visage tranquille et serein de ces poupées qu'ils fabriquent à Kyoto ». La pierre et le sabre - Eiji Yoshikawa.
- « Un après-midi de Kyoto dans l’espace d’un cerisier me voici hissé tout en haut de l’ivresse d’exister »[30], René Depestre.